# Мінімальний споживчий бюджет
Мініма́льний спожи́вчий бюдже́т – набір продовольчих і непродовольчих товарів та послуг у натуральному і вартісному вигляді, що забезпечує задоволення основних фізіологічних та соціально-культурних потреб людини. М. с. б. формується за нормативним методом за системою споживчих потреб, за потребою у стандартних наборах товарів та послуг, що враховують мінімальні норми й нормативи споживання. До натурально-речової структури М. с. б. включають, зокрема, продукти харчування, одяг, білизну, взуття, предмети гігієни, витрати на житло та комунальні послуги, транспорт, зв'язок тощо. М. с. б. затверджується Кабінетом Міністрів України, величина його вартості переглядається з урахуванням індексу цін на споживчі товари і послуги.